# Фоглаш (Бихор)
Фоглаш (рум. Foglaş) насеље је у Румунији у округу Бихор. Oпштина се налази на надморској висини од 178 m.

## Становништво
Према подацима из 2002. године у насељу је живело 209 становника.

### Попис2002.
| Расподела становништва по националности 2002.‍ | Расподела становништва по националности 2002.‍ | Расподела становништва по националности 2002.‍ | Расподела становништва по националности 2002.‍ | Расподела становништва по националности 2002.‍ |
| --------------------------------------------- | --------------------------------------------- | --------------------------------------------- | --------------------------------------------- | --------------------------------------------- |
|                                               |                                               |                                               |                                               |                                               |
| Румуни                                        | Румуни                                        |                                               | 41                                            | 19,6%                                         |
| Мађари                                        | Мађари                                        |                                               | 11                                            | 5,3%                                          |
| Словаци                                       | Словаци                                       |                                               | 157                                           | 75,1%                                         |